# Drapetis flavida
Drapetis flavida är en tvåvingeart som beskrevs av Samuel Wendell Williston  1896. Drapetis flavida ingår i släktet Drapetis och familjen puckeldansflugor. Inga underarter finns listade i Catalogue of Life.